# Pržena piletina
Pržena piletina je jelo koje predstavljaju komadi piletine (obično brojler piletina uvaljana u brašno, sos ili sl. marinadu) prženi u tavi, dubokom ulju ili pod pritiskom. Valjanjem u krušne mrvice dobija se hrskava obloga ili korica na spoljašnjem delu komada piletine. Ono što razdvaja prženu piletinu od drugih prženih formi piletine je to što se pile obično reže na zglobovima, a kosti i koža se ne diraju. Hrskava fino začinjena koža, sa uklonjenim viškom masti, obavezan je pokazatelj dobro pripremljene pržene piletine.

## Spoljašnje veze
- Архивирано на веб-сајту  (25. децембар 2021)